# Peso-pena (MMA)

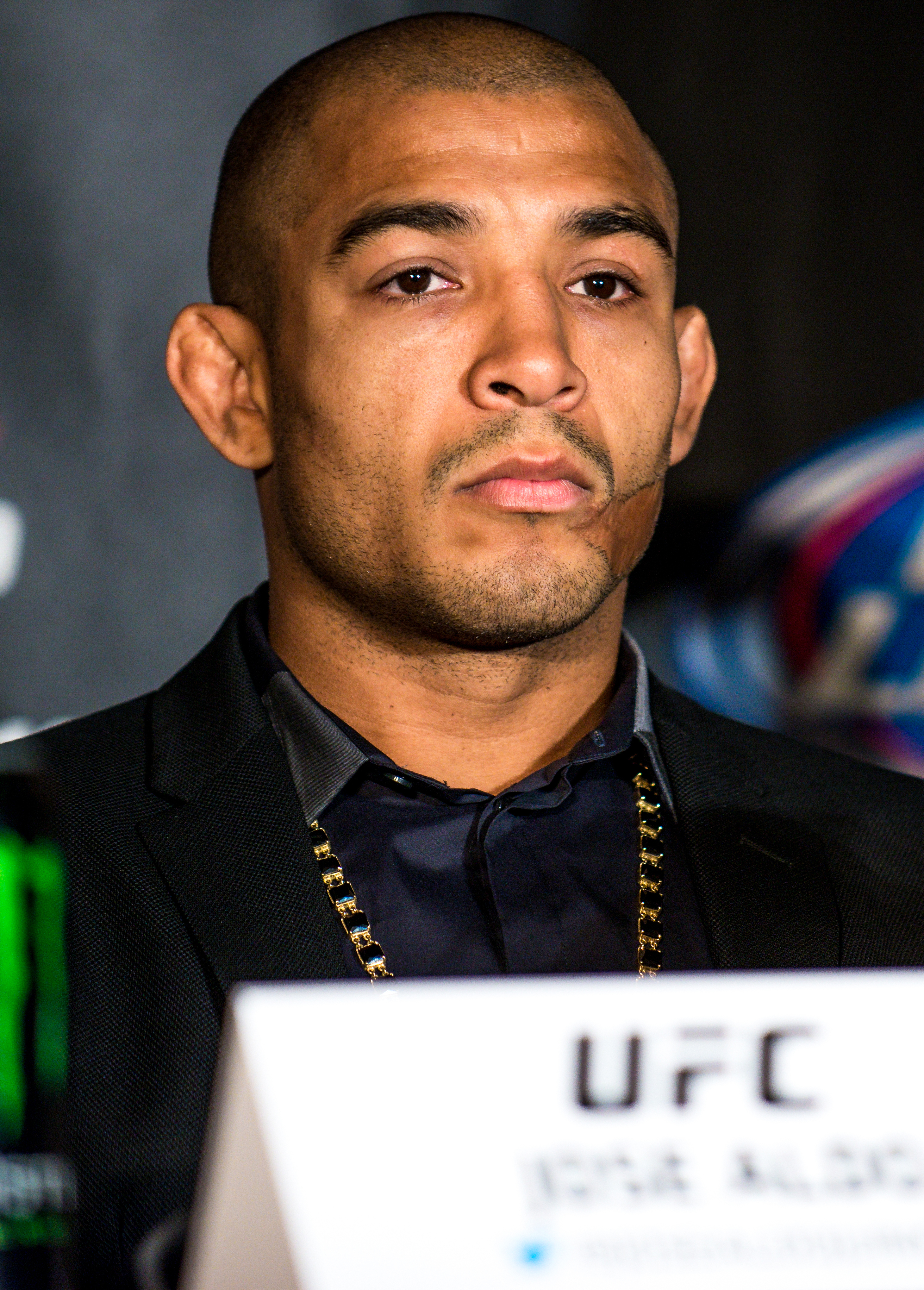
José Aldo, primeiro campeão peso-pena do UFC.

Peso-pena é uma divisão nas artes marciais mistas que pode designar diversas numerações de pesagens:
- A divisão de pesos-penas no UFC e na  Pancrase agrupa competidores entre 136 to 145 lb (62 até 66 kg)
- No Sengoku, a divisão de pesos-penas era limitada a competidores até 143 lb (65 kg), agora revisado para 145 lb (66 kg)
- no DREAM, a divisão antigamente tinha lutadores até 139 lb (63 kg), agora revisado para 143.3 lb (65 kg)[1]
- A divisão de pesos-penas da Shooto limita lutadores até 132 lb (60 kg)
- ONE Championship limita seus lutadores de pesos-penas em 155 lb (70 kg)

## Ambiguidade e classificação
Para fins de uniformidade, os a imprensa especializada em MMA considera peso-pena lutadores entre 136 e 145 lb (61 e 66 kg).
O limite de pesos-penas, de acordo com a Comissão Desportiva Estadual de Nevada, é 145 lb (66 kg).

## Atuais campeões

### Masculino
| Organização      | Desde                  | Campeão                 | Cartel | Defesas |
| ---------------- | ---------------------- | ----------------------- | ------ | ------- |
| UFC              | 12 de abril de 2025    | Alexander Volkanovski   | 27–4   | 0       |
| Bellator MMA     | 16 de Abril de 2022    | Patricio Freire         | 18–0   | 0       |
| ONE Championship | 30 de outubro de 2020  | Thanh Le                | 12–2   | 0       |
| KSW              | 18 de dezembro de 2021 | Salahdine Parnasse      | 21–2   | 2       |
| ACA              | 26 de março de 2021    | Magomedrasul Khasbulaev | 34–8   | 1       |

### Feminino
| Organização  | Desde                  | Campeão           | Cartel   | Defesas |
| ------------ | ---------------------- | ----------------- | -------- | ------- |
| UFC          | 29 de dezembro de 2018 | Amanda Nunes      | 21-5     | 2       |
| Bellator MMA | 25 de janeiro de 2020  | Cristiane Justino | 25-2 (1) | 3       |

## Recordes da categoria
Recordes femininos
|                                                             | Nome                 | Nação         | Evento                  | Detalhes                      | Ref.  |
| ----------------------------------------------------------- | -------------------- | ------------- | ----------------------- | ----------------------------- | ----- |
| Maior número de defesas de cinturão                         | José Aldo            | Brasil        | UFC 169                 | 9 defesas pelo UFC            | [ 3 ] |
| Maior número de defesas consecutivas de cinturão            | José Aldo            | Brasil        | UFC 169                 | 9 defesas pelo UFC            | [ 4 ] |
| Maior envergadura dentre os campeões dos pesos pena         | Conor McGregor       | Irlanda       | UFC e Cage              | 1,88 m                        | [ 5 ] |
| Maior tempo defendendo o cinturão dos pesos pena            | José Aldo            | Brasil        | UFC 169                 | 4 anos, 11 meses e 4 dias UFC |       |
| Maior número de defesas de cinturão peso pena feminino      | Cris Cyborg          | Brasil        | UFC 222, Bellator       | 9 defesas (8+1)               | [ 7 ] |
| Maior envergadura feminina dentre as campeãs dos pesos pena | Germaine de Randamie | Países Baixos | UFC e Strikeforce       | 1,80 m                        | [ 8 ] |
| Menor envergadura feminina dentre as campeãs dos pesos pena | Cris Cyborg          | Brasil        | UFC, Invicta e Bellator | 1,73 m                        |       |

## A maioria das vitórias em disputas de título dos pesos pena
Nota: a lista inclui vitórias em lutas por títulos de peso pena de grandes promoções (UFC, WEC, Bellator para homens; UFC, Strikeforce, Invicta para mulheres e homens)
Nota: a lista inclui campeões indiscutíveis e provisórios
Homens:
| Pos. | Nome            | Org.     | Vitórias em disputas |
| ---- | --------------- | -------- | -------------------- |
| 1º   | José Aldo       | WEC, UFC | 11 (3 WEC, 8 UFC)    |
| 2º   | Patricio Freire | Bellator | 7                    |
| 3º   | Urijah Faber    | WEC      | 6                    |
| 4º   | Pat Curran      | Bellator | 4                    |
| 4º   | Max Holloway    | UFC      | 4                    |
| 5º   | Mike Brown      | WEC      | 3                    |
| 6º   | Cole Escovedo   | WEC      | 2                    |
| 6º   | Daniel Straus   | Bellator | 2                    |
| 6º   | Conor McGregor  | UFC      | 2                    |
| 7.   | Joe Soto        | Bellator | 1                    |
| 7.   | Joe Warren      | Bellator | 1                    |

Mulheres:
| Pos. | Nome                 | Org.     | Vitórias em disputas               |
| ---- | -------------------- | -------- | ---------------------------------- |
| 1ª   | Cristiane Justino    | Bellator | 12 (3STFR,4Invicta,3UFC,2Bellator) |
| 2ª   | Julia Budd           | Bellator | 3                                  |
| 3ª   | Megan Anderson       | Invicta  | 1                                  |
| 3ª   | Germaine de Randamie | UFC      | 1                                  |
| 3ª   | Felicia Spencer      | Invicta  | 1                                  |
| 3ª   | Amanda Nunes         | UFC      | 1                                  |